# Vạn Xuân, Tam Nông (Phú Thọ)
Vạn Xuân là một xã thuộc huyện Tam Nông, tỉnh Phú Thọ, Việt Nam.

## Địa lý
Xã Vạn Xuân nằm ở trung tâm huyện Tam Nông, có vị trí địa lý:
- Phía đông giáp huyện Lâm Thao
- Phía tây giáp xã Lam Sơn
- Phía nam giáp xã Hương Nộn và xã Thọ Văn
- Phía bắc giáp xã Bắc Sơn và xã Thanh Uyên.

Xã Vạn Xuân có diện tích 23,58 km², dân số năm 2018 là 13.211 người, mật độ dân số đạt 560 người/km².

## Lịch sử
Địa bàn xã Vạn Xuân hiện nay trước đây vốn là ba xã: Cổ Tiết, Tam Cường, Văn Lương.
Trước khi sáp nhập, xã Tam Cường có diện tích 4,26 km², dân số là 2.612 người, mật độ dân số đạt 613 người/km². Xã Văn Lương có diện tích 8,03 km², dân số là 4.457 người, mật độ dân số đạt 555 người/km². Xã Cổ Tiết có diện tích 11,29 km², dân số là 6.142 người, mật độ dân số đạt 544 người/km².
Ngày 17 tháng 12 năm 2019, Ủy ban Thường vụ Quốc hội ban hành Nghị quyết 828/NQ-UBTVQH14 về việc sắp xếp các đơn vị hành chính cấp xã thuộc tỉnh Phú Thọ (nghị quyết có hiệu lực từ ngày 1 tháng 1 năm 2020). Theo đó, sáp nhập toàn bộ diện tích và dân số của ba xã Tam Cường, Văn Lương và Cổ Tiết thành xã Vạn Xuân.